# António Luís Alves Ribeiro Oliveira
António Luís Alves Ribeiro Oliveira (* 10. Juni 1952 in Penafiel) ist ein ehemaliger portugiesischer Fußballspieler und -trainer.

## Karriere

### Verein
Oliveira begann seine Profikarriere beim FC Porto und gab sein Debüt im Alter von 18 Jahren. Ab 1974 traf er, bis auf eine Ausnahme, jede Saison zweistellig und erzielte in der Meistersaison 1977/78 seine persönliche Bestleistung von 19 Toren.
Im Sommer 1979 unterschrieb er einen Vertrag beim spanischen Erstligisten Betis Sevilla, wechselte aber im nächsten Transferfenster wieder zurück zum FC Porto.
In der folgenden Saison spielte er für seinen Heimatverein FC Penafiel, wo er auch die Funktion des Trainers übernahm, bevor er zu Sporting Lissabon wechselte. Mit Sporting gewann er in der Saison 1981/82 das Double aus Meisterschaft und nationalem Pokal.
1985 wechselte er bis zum Ende der Saison zu Marítimo Funchal und war dort ebenfalls als Spielertrainer tätig.

### Nationalmannschaft
Am 15. April 1981 erzielte Oliveira seinen ersten Treffer beim Freundschaftsspiel gegen Bulgarien zum 1:1-Endstand. Sein erstes Tor außerhalb von Freundschaftsspielen schoss er am 22. September 1982 beim Qualifikationsspiel zur Europameisterschaft 1984 2:0-Sieg gegen Finnland.
Er absolvierte insgesamt 24 Spiele in seiner neunjährigen Nationalmannschaftskarriere und schoss dabei sieben Tore, spielte dabei jedoch nie in einem internationalen Turnier mit.

### Trainerkarriere
Oliveira begann seine Trainerkarriere, als er noch aktiver Spieler war. Seine erste alleinige Trainerposition bekleidete er 1987 und 1988 bei den Vereinen Vitória Guimarães und Académica de Coimbra, allerdings nicht die ganze Saison.
Seine ersten vollen Saisons absolvierte er 1991/92 beim Gil Vicente FC, welche er auf Platz 13 führte, und 1993/94 bei Sporting Braga.
Ein großer Schritt für Oliveira war die Berufung zum portugiesischen Nationaltrainer 1994. Er führte Portugal auf Platz 1 der Qualifikation zur Europameisterschaft 1996 und schaffte dort den Einzug ins Viertelfinale, welches jedoch mit 0:1 gegen Tschechien verloren wurde.
Nach der Europameisterschaft gab er seinen Posten auf und wurde Trainer des FC Porto. Zu Beginn der Saison 1996/97 gewann er gleich im Finale des Portugiesischen Fußball-Supercups gegen den ewigen Rivalen Benfica Lissabon mit 5:0 und gleichzeitig seinen ersten Titel seiner Trainerkarriere. Ebenfalls konnte er seine Mannschaft zur Meisterschaft und in das Viertelfinale der Champions League führen.
Im Sommer 1998 trainierte er Betis Sevilla, doch verließ den Verein auch wieder, bevor die Saison startete.
2000 wurde er erneut Nationaltrainer von Portugal und qualifizierte sich und die Mannschaft das erste Mal seit 16 Jahren für die Fußball-Weltmeisterschaft 2002, wo sie jedoch bereits in der Gruppenphase ausschieden.

## Erfolge
- Spieler
  - Verein
    - Portugiesischer Meister: 1978, 1979, 1982.
    - Portugiesischer Pokal-Sieger: 1977, 1982.
    - Portugiesischer Pokal-Finalist: 1978.
    - Portugiesischer Supercup-Sieger: 1982.

  - Persönlich
    - Fußballer des Jahres von Portugal: 1978, 1981, 1982.
- Trainer
  - Portugiesischer Meister: 1997, 1998.
  - Portugiesischer Pokal-Sieger: 1998.
  - Portugiesischer Supercup-Sieger: 1996.
  - Portugiesischer Supercup-Finalist: 1997.